# Wola Piłsudskiego

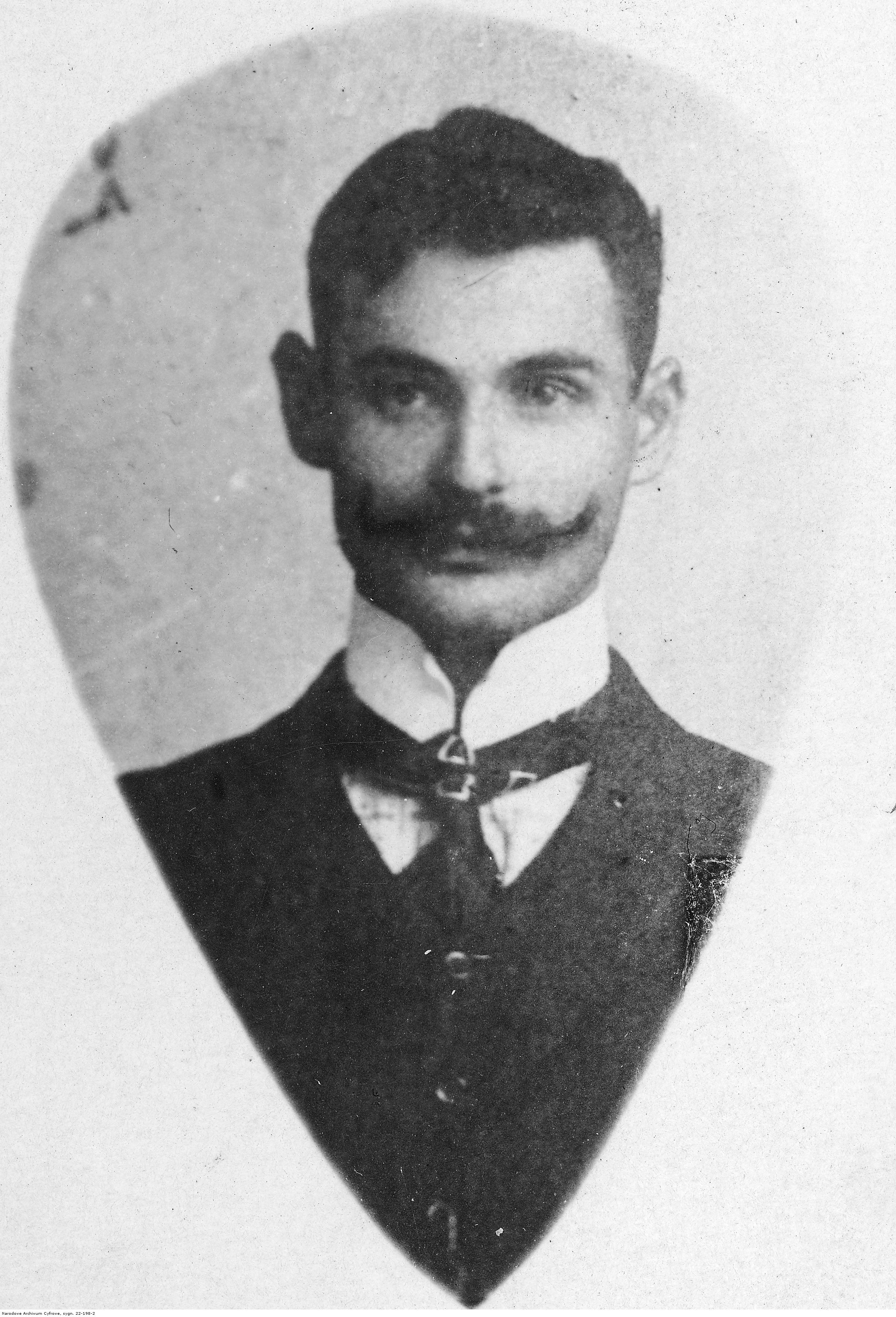
Franciszek Żurek

Wola Piłsudskiego – była gromada wiejska i osada wojskowa w gminie Radziwiłłów powiatu dubieńskiego województwa wołyńskiego II Rzeczypospolitej.
Gromada wiejska została utworzona na podstawie rozporządzenia starosty powiatowego w Dubnie z 15 kwietnia 1930 poprzez wyłączenie z sołectwa Podzamcze gruntów o powierzchni 533¼ ha, stanowiących własność 30 osadników wojskowych, graniczących z gruntami wsi Podlipki, Podzamcze i Kruki. Nowo utworzona samodzielna gromada otrzymała nazwę „Wola Piłsudskiego”. Zamieszkiwało w niej wówczas 171 mieszkańców, którzy dysponowali 67 budynkami mieszkalnymi i gospodarczymi. Rozporządzenie starosty Adama Kańskiego obowiązywało od 5 maja 1930.
Początki osadnictwa wojskowego, warunki życia i pracy oraz kult Józefa Piłsudskiego opisał Edmund Bakuniak – syn osadnika, w swojej pracy „«Osnowa» Zgrupowanie pułkowe 27. Wołyńskiej Dywizji Piechoty AK”.
Osadnikami wojskowymi w Woli Piłsudskiego byli między innymi kawalerowie Orderu Virtuti Militari:
- Szczepan Jaroszewski (ur. 1887)[7],
- Jakub Kowalski (ur. 1896)[8][9],
- Kazimierz Kubicz (ur. 1898)[10],
- Paweł Mech (ur. 1899)[10][11]

oraz działacze niepodległościowi:
- Dionizy Fałek[a] (ur. 1899), odznaczony Medalem Niepodległości[15][16][17],
- Aleksander Kotarski (1898–1936), odznaczony Krzyżem Niepodległości[18][19][20], zamordowany „w zagadkowych okolicznościach na terenie powiatu krzemienieckiego”[21],
- Paweł Wędzina, ps. Sławski (ur. 1897), odznaczony Medalem Niepodległości[22][23][24],
- Franciszek Żurek ps. Płomyk (1895–1942), odznaczony Krzyżem Niepodległości[22][25][26][27],
- Teofil Tomczak (ur. 1897), odznaczony Medalem Niepodległości[28][29][30].